# Я сошла с ума
«Я сошла с ума» — первый макси-сингл группы «Тату», который в дальнейшем был включён в дебютный альбом «200 по встречной». Позднее была записана и выпущена англоязычная версия All the Things She Said, выполненная в рок-стилистике.
Трек был записан в начале 2000 года, а видеоклип с целующимися школьницами, премьера которого состоялась в эфире телеканала MTV Россия, сразу же оказался на вершинах российских хит-парадов.

## Видеоклип
Видеоклип на песню «Я сошла с ума» был снят в 2000 году в Москве на Ходынском поле. Режиссёром видео выступил продюсер группы — Иван Шаповалов. По сценарию, две школьницы (в роли Катиной и Волковой), находящиеся под дождём и под тяжёлыми взглядами людей, стоящих за металлической оградой, целуются друг с другом. К концу клипа девочки, держась за руки, уходят.
Осенью 2000 года клип вышел на русскоязычном MTV по лицензии.

## Список композиций
- Я сошла с ума (оригинал)
- Я сошла с ума (DJ Ram remix)
- Я сошла с ума (S. Galoyan remix)
- Я сошла с ума (DJ Rams Breakbeat remix)
- Я сошла с ума (HarDrum remix)
- Я сошла с ума (видеоклип)
- Я сошла с ума (видеоклип на ремикс)

## Чарты, ротации
Сингл достиг 89 позиции в итоговом российском радиочарте за 2000 год, хотя был в ротации всего 12 дней. Песня прозвучала по радио более двух миллионов раз.

## Влияние
Музыкальные критики отметили созвучие трека «E.T.» Кэти Перри с песней «Я сошла с ума» и «All the Things She Said» соответственно.

## Награды
- 6 сентября 2001 г. - Премия MTV Video Music Awards в номинации «Зрительский выбор MTV Россия» (Viewer’s Choice Best Russian Video) за клип «Я сошла с ума»[5]
- Премия «100-пудовый хит» радиостанции Хит FM за песню «Я сошла с ума»[6][7]
- Премия BMI Honors Top European Songwriters And Publishers вручена Елене Кипер, за соавторство в написании текста к песне[3].